# متیوز (تگزاس)
متیوز (به انگلیسی: Matthews) یک منطقهٔ مسکونی در ایالات متحده آمریکا است که در شهرستان کلرادو، تگزاس واقع شده‌است. متیوز ۵۰٫۹ متر بالاتر از سطح دریا واقع شده‌است.